# Jonne Hugo Hamilton

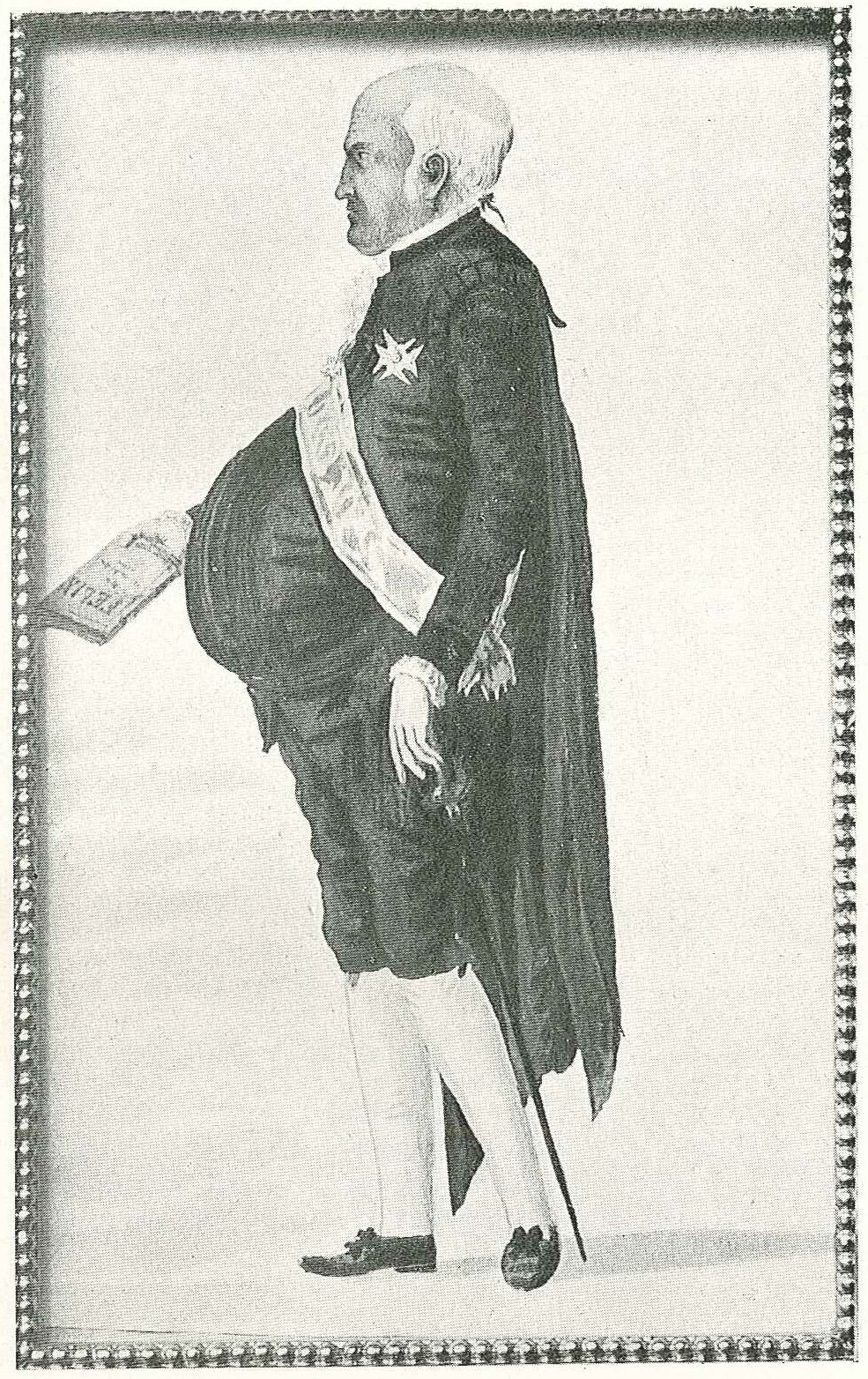
Hovmannen och operachefen Jonne Hugo Hamilton avbildad på en samtida akvarell av Carl Brelin.

Jonne (John) Hugo Hamilton, född den 25 november 1752, död den 10 augusti 1805, var en svensk friherre, militär och teaterchef.
Hamilton var officer i fransk tjänst, blev löjtnant 1773, kapten 1775 och överste 1794. Han var hovman och stallmästare och direktör för Kungliga Teatern 1798–1804. Den 15 februari 1800 invaldes han som ledamot nummer 191 av Kungliga Musikaliska Akademien.